# Aleksandar Ranković
Aleksandar Ranković, "Leka" (serbio cirílico: Александар Ранковић Лека; Obrenovac, 1909 - Dubrovnik, 1983) fue un político comunista yugoslavo de origen serbio considerado el tercer hombre más poderoso de la Yugoslavia socialista después de Josip Broz Tito y Edvard Kardelj. Después de la Segunda Guerra Mundial, desempeñó los cargos de ministro de Interior, y presidente de la OZNA (agencia de seguridad) y la UDBA (policía secreta).
Fue un firme defensor de una Yugoslavia centralizada y consideraba contrarios a los intereses de la unidad serbia los esfuerzos emprendidos para la descentralización del Estado. Ranković buscó asegurar la posición de los serbios en Kosovo y les dio predominio en la nomenklatura de la provincia, manteniendo una línea dura contra los albanokosovares rebeldes, lo que devino en su enfrentamiento con Tito y su salida de la política.

## Biografía
Ranković nació en 1909 en la localidad de Draževac, cerca de Belgrado, en el entonces Reino de Serbia. Nació en una familia pobre, y perdió a su padre a una edad temprana. Asistió a la escuela secundaria en su ciudad natal, y al igual que muchos jóvenes con escasos recursos, se trasladó a Belgrado para buscar trabajo. Las duras condiciones de vida le influyeron para unirse al movimiento obrero, pasando a ingresar en 1928 en el clandestino Partido Comunista de Yugoslavia. Al poco tiempo se convirtió en el líder de la juventud comunista de Belgrado
Como líder del Comité Regional del Partido Comunista publicaba un folleto que se distribuía en la propia capital yugoslava y en otras ciudades como Zemun. Él y otros compañeros fueron detenidos en 1929 por esta publicación acusados de actividades subversivas contra el rey Alejandro I de Yugoslavia, siendo condenado a seis años de cárcel. Cumplió su condena en las prisiones de Sremska Mitrovica y Lepoglava, donde conoció a otros prominentes comunistas encarcelados también por motivos políticos.
Fue puesto en libertad a principios de 1935, y después sirvió en el Real Ejército Yugoslavo. Posteriormente, se volvió a involucrar en el movimiento obrero en Belgrado, donde retomó su actividad en el Partido Comunista. Desde enero de 1939 comenzó a actuar ilegalmente bajo el nombre en clave de "Marko", participando en diferentes conferencias del partido.
Ranković fue miembro del Politburó desde 1940, y tras la Invasión de Yugoslavia por la Alemania nazi en 1941, fue capturado y torturado por la Gestapo. Fue liberado por un comando partisano cuando se encontraba en el hospital, en una audaz operación ordenada por Tito. Desde entonces, sirvió en el Alto Estado Mayor durante toda la guerra. Como tal, sufrió la Operación Rösselsprung, planificada por los alemanes para eliminar a Tito y su alto mando en su cuartel general de Drvar, y de la que estos lograron escapar. El alto mando estaba compuesto por Tito, Ranković, Vladimir Bakarić, Ivan Milutinović, Edvard Kardelj, Svetozar Vukmanović Tempo y Milovan Đilas.
Después de la guerra, Ranković fue condecorado con la Orden de Héroe del Pueblo por los servicios prestados a su país. Fue nombrado ministro del Interior y jefe de las Fuerzas de OZNA (inteligencia) y UDBA (policía secreta). Su intransigencia con la descentralización del Estado federal y su defensa a ultranza de los serbios de Kosovo, que le llevó a ordenar severas operaciones contra la población y la insurgencia albanesa, provocaron que perdiera el favor de Tito, y en 1966 fue acusado de abuso de autoridad y de organizar un complot contra el mariscal, por lo que perdió todos sus cargos y fue expulsado del Partido.
Su caída del poder marcó el principio del fin de una estructura de poder centralizado de la Liga de los Comunistas de Yugoslavia, y los movimientos sociales y políticos separatistas y autonomistas culminaron en la Primavera croata, las reformas constitucionales de 1971 y más tarde la Constitución de Yugoslavia de 1974.
Ranković pasó sus años restantes como exiliado político en Dubrovnik hasta su muerte en 1983. Fue enterrado en el cementerio de Novo Groblje, en Belgrado, con la asistencia espontánea de unos 30.000 serbios, a pesar de que el evento había sido ignorado por los medios de comunicación, fuertemente controlados por el Gobierno yugoslavo. En el momento de su muerte Ranković había llegado a simbolizar los intereses políticos del pueblo serbio, encarnando lo que muchos de ellos sentían como un debilitamiento de la posición de la República Socialista de Serbia dentro de la Yugoslavia socialista.